# Trite rapaensis
Trite rapaensis là một loài nhện trong họ Salticidae.
Loài này thuộc chi Trite. Trite rapaensis được Lucien Berland miêu tả năm 1942.